# Lexington (lớp tàu sân bay)
Lớp tàu sân bay Lexington bao gồm hai chiếc tàu sân bay hạm đội hoạt động đầu tiên của Hải quân Hoa Kỳ. Ban đầu được đặt lườn vào giai đoạn cuối của Chiến tranh Thế giới thứ nhất như những tàu chiến-tuần dương, chúng được cải biến trong khi đang được chế tạo thành những tàu sân bay để tuân thủ những quy định của Hiệp ước Hải quân Washington năm 1922. Chiếc thứ ba trong lớp, Saratoga, được hoàn tất nhiều hơn so với chiếc thứ hai Constellation khi những con tàu được xem xét việc cải biến, nên Saratoga được tiếp tục chế tạo và Constellation bị tháo dỡ. Các hoạt động trên quy mô lớn thành công đối với những tàu tàu sân bay trong lớp khi so với những hoạt động hạn chế trên chiếc tàu sân bay Ranger nhỏ hơn nhiều đã thuyết phục được Hải quân rằng những tàu sân bay lớn sẽ có hiệu quả hơn những chiếc nhỏ, một xu hướng được tiếp nối trong nhiều năm sau đó.
Ngoài kích cỡ rất ấn tượng, đặc tính tiên tiến nhất của chúng là "mũi tàu chống bão", một cấu hình tàu sân sân bay mà mũi tàu được làm kín cho đến sàn đáp. Kết cấu như vậy được cho là hữu ích nhất trong số ba cấu hình dành cho mũi tàu sân bay (các cấu hình khác bao gồm một sàn cất cánh bổ sung hoặc một sàn hỏa lực phòng không).

## Thiết kế tàu chiến-tuần dương ban đầu
Những nghiên cứu về thiết kế tàu chiến-tuần dương ban đầu có nhiều điểm chung với khái niệm "tàu tuần dương lớn nhẹ" của Đô đốc Jackie Fisher. Chúng là những tàu chiến-tuần dương có trọng lượng rẽ nước thấp với hầu như không có vỏ giáp và được trang bị đến 20 khẩu pháo 305 mm (12 inch) bố trí trên năm tháp pháo bốn nòng. Một thiết kế thay đổi được tiến hành vào năm 1916 với mười khẩu pháo 355 mm (14 inch) bố trí trên hai tháp pháo đôi và hai tháp pháo ba nòng và một lớp vỏ giáp rất mỏng, với phân nửa số nồi hơi được đặt bên trên sàn bảo vệ và có trọng lượng rẻ nước là 36.500 tấn. Vào lúc thiết kế lớp tàu chiến-tuần dương hoàn tất, những con tàu có trọng lượng rẻ nước trên 43.000 tấn và trang bị tám khẩu pháo 406 mm (16 inch) cùng 16 khẩu 152 mm (6 inch). Những chiếc tàu chiến-tuần dương bị hủy bỏ là những tàu chiến Mỹ cuối cùng sử dụng tháp pháo đôi, khi những chiếc thiết giáp hạm nhanh thời Chiến tranh thế giới thứ hai chỉ sử dụng tháp pháo ba nòng.
Trong số sáu chiếc tàu chiến-tuần dương mà việc chế tạo bị hủy bỏ, hai chiếc được đặt tên theo các trận chiến (Lexington và Saratoga) và bốn chiếc được đặt tên theo các tàu chiến Hải quân Mỹ nổi tiếng trong quá khứ (Constellation, Constitution, United States và Ranger). Lớp tàu sân bay Lexington trở thành những chiếc tàu sân bay lớn nhất từng phục vụ trong hạm đội cho đến khi xuất hiện lớp Midway sau chiến tranh.

## Thiết kế tàu sân bay
Những con tàu này đã trở thành khuôn mẫu cho việc thiết kế các tàu sân bay Mỹ trong tương lai: thân tàu tàu dài và rất lớn với sàn đáp bên trên và một đảo cấu trúc thượng tầng bên mạn phải kết hợp việc chỉ huy-kiểm soát con tàu đồng thời là các ống khói, và một sàn chứa máy bay rộng rãi. Với chiều cao lên đến 6,2 m (20 ft 3 in), sàn chứa máy bay của Lexington là lớn nhất trên thế giới cho đến khi xuất hiện lớp siêu hàng không mẫu hạm Forrestal vào giữa thập niên 1950. Những ống khói cao đã giúp thoát khói ra xa khỏi sàn đáp, giúp tránh được những vấn đề che khuất tầm nhìn thường gặp trên những chiếc tàu sân bay đời đầu.
Lexington từng được sử dụng cho một nhiệm vụ dân sự bất thường vào tháng 12 năm 1929. Một cơn hạn hán kéo dài tại khu vực Tây Bắc Thái Bình Dương đã ảnh hưởng trầm trọng đến nguồn cung cấp thủy điện cho thành phố Tacoma, Washington. Những lời thỉnh cầu của các chính trị gia địa phương lên Tổng thống Mỹ đã đưa đến việc chiếc Lexington được gửi đến neo đậu tại một bến tàu của thành phố. Các nồi hơi và turbine của nó đã phát điện và được nối vào lưới điện địa phương cho đến khi cơn hạn hán chấn dứt vào tháng 1 năm 1930.
Vào lúc đưa ra hoạt động, các tàu sân bay được trang bị dàn pháo như trên các tàu tuần dương hạng nặng, bao gồm bốn tháp súng 203 mm (8 inch) nòng đôi; Văn phòng Thiết kế và Sửa chữa Hải quân đã không tin tưởng vào máy bay như một phương tiện vũ khí, và đã trang bị các khẩu pháo cỡ lớn, cho dù khi khai hỏa chúng sẽ xé toạc sàn đáp, ngay cả khi được bắn ở mộc góc. Kinh nghiệm có được trong các cuộc tập trận "Vấn đề Hạm đội" trong những năm 1930 chứng tỏ rằng quan điểm của Văn phòng Thiết kế là sai lầm, và hạm đội mong muốn nhanh chóng tháo bỏ các khẩu pháo 203 mm (8 inch). Tải trọng chính thức của con tàu được công bố là 33.000 tấn (để phù hợp với Hiệp ước Washington) cho dù trong thực tế cả hai chiếc đều vượt quá trọng lượng đó: 36.000 tấn rẽ nước tiêu chuẩn và gần đến 40.000 tấn khi chất đầy nhiên liệu, đạn dược, máy bay và xăng máy bay.
Không lâu sau trận Trân Châu Cảng, các khẩu pháo 203 mm (8 inch) của cả hai con tàu được tháo dỡ để sử dụng vào việc phòng thủ duyên hải tại Hawaii. Trên chiếc Lexington, những vũ khí này được thay thế bằng các khẩu đội bốn nòng 28 mm (1,1 inch)/75, vốn phù hợp hơn cho vai trò phòng không nhưng trong hoạt động thực tế lại kkông mấy hiệu quả. Chúng được thay thế trên chiếc Saratoga bằng các khẩu 5 in (130 mm)/38-caliber đa dụng thích hợp để sử dụng trên tàu sân bay, mặc dù Lexington bị đánh chìm trong trận chiến biển Coral trước khi được trang bị kiểu pháo mới.

## Lịch sử hoạt động
Có hai chiếc tàu sân bay thuộc lớp Lexington: USS Lexington (CV-2) (tên lóng "Lady Lex") và USS Saratoga (CV-3) (còn gọi là "Sister Sara"). Cả hai chiếc đều là mục tiêu của những cuộc tấn công bằng ngư lôi. Lexington bị đánh trúng ba đến năm ngư lôi trong trận chiến biển Coral vào tháng 5 năm 1942. Mặc dù bị ngập nước, những hư hỏng tỏ ra có thể kiểm soát được và con tàu bắt đầu quay trở lại các hoạt động không lực thường lệ. Tuy nhiên, hơi xăng máy bay thoát ra từ những thùng chứa bị thủng bị kích nổ bởi tia lửa điện từ động cơ phát điện, gây ra một vụ nổ lớn bên trong làm phá hủy các hầm tàu bên dưới. Đám cháy không thể kiểm soát được và gây thêm nhiều vụ nổ phụ. Con tàu bị bỏ lại và được phóng ngư lôi đánh chìm.
Saratoga hai lần bị loại khỏi vòng chiến đấu sau khi bị tàu ngầm Nhật tấn công, hệ thống động lực bằng điện tỏ ra khá mong manh khi bị ngập nước. Tuy nhiên, trong cả hai lần đó, con tàu đều có thể quay trở về cảng bằng chính động lực của nó. Hoạt động đáng kể nhất của Saratoga là trong Trận Đông Solomons, nơi máy bay của nó đã đánh chìm tàu sân bay Nhật Ryūjō. Sau khi các hư hỏng Saratoga được sửa chữa, sự có mặt của các tàu sân bay mới thuộc lớp Essex khiến vai trò của nó bị lu mờ, và nó được giao nhiệm vụ huấn luyện. Ngoài ra, mặc dù có chiều cao của sàn chứa máy bay ấn tượng, những thang nâng dùng để đưa máy bay lên sàn đáp của nó quá nhỏ không dùng được cho những máy bay hiện đại. Saratoga sống sót trải qua Thế Chiến II và cuối cùng được sử dụng làm mục tiêu thử nghiệm bom nguyên tử tại đảo san hô Bikini.

## Những chiếc trong lớp
| Tàu              | Đặt lườn            | Hạ thủy             | Hoạt động            | Số phận                                                    |
| Lexington (CV-2) | 8 tháng 1 năm 1921  | 3 tháng 10 năm 1925 | 14 tháng 12 năm 1927 | Bị đánh đắm 8 tháng 5 năm 1942 trong trận chiến biển Coral |
| Saratoga (CV-3)  | 25 tháng 9 năm 1920 | 7 tháng 4 năm 1925  | 16 tháng 11 năm 1927 | Bị chìm 25 tháng 7 năm 1946 sau thử nghiệm bom hạt nhân    |

### Sách
- Stern, Robert C. (1993). The Lexington Class Carriers. Annapolis, Maryland: Naval Institute Press. ISBN 1557505039.